# 中央后沟
中央后沟（英文：Postcentral sulcus）是人脑顶叶中的脑沟，与中央沟平行、位于其后。中央后沟将中央后回与顶叶其它部分分隔开。